# Стаунинг, Торвальд
Торвальд Аугуст Маринус Стаунинг (дат. Thorvald August Marinus Stauning; 26 октября 1873 — 3 мая 1942) — датский государственный и политический деятель, премьер-министр Дании в 1924—1926 и 1929—1942 годах, первый государственный министр от социал-демократической партии в истории Дании.

## Биография
Торвальд Стаунинг происходит из бедной рабочей семьи. В детстве посещал муниципальную школу. В 10-летнем возрасте начал работать сортировщиком сигар на табачной фабрике. С 1892 года принимал активное участие в работе профсоюза.
В 1898 году Стаунинг стал казначеем Социал-демократической партии, и сумел на этой должности проявить свои организаторские способности. В 1906 году избран в парламент. В 1909 году Стаунинг был избран председателем социал-демократической партии, представлял партию в политбюро Второго интернационала. В качестве лидера партии Стаунинг стал центральной фигурой ревизионистского течения социал-демократии. Свои социальные идеалы он воплощал в дальнейшем в качестве реформистского политика, работающего в буржуазном обществе. Во время Первой мировой войны придерживался прогерманской ориентации.
В 1913—1925 годах Торвальд Стаунинг был членом городского совета Копенгагена, в 1919—1924 годах он возглавлял этот совет. В 1918 году Стаунинг стал министром без портфеля в правительстве национального единства Карла Теодора Цале, и в 1918—1920 годах занимался вопросами социального обеспечения. В 1924 году Стаунинг на 2 года возглавил социал-демократическое правительство Дании, а в 1929—1940 годах возглавлял коалиционные кабинеты министров. Одновременно в 1933—1935 годах Торвальд Стаунинг занимал пост министра обороны Дании.
Во время пребывания на посту премьер-министра Стаунинг в частности предпринимал меры для преодоления последствий Великой депрессии в Дании не в последнюю очередь путём государственной поддержки промышленности. Были также проведены реформы законодательства и социальной сферы. Мероприятия коалиционных кабинетов Стаунинга позволили стране относительно безболезненно преодолеть кризис.
23 мая 1934 года социал-демократами было принято разработанное Стаунингом программное заявление под названием «Дания для народа». В этом заявлении в частности говорилось о том, что партия впредь будет считаться не «классовой», а «народной». В данном тезисе можно усмотреть попытку расширения электоральной базы партии за счет привлечения на свою сторону мелкой буржуазии. В результате численность социал-демократической партии заметно выросла, причем не только за счет представителей рабочего класса. На выборах в Дании через год Стаунинг заручился поддержкой электората, выступив с лозунгом «Стаунинг или хаос» (под «хаосом» многие исследователи подразумевали зарождавшееся фашистское или нацистское движение).
В 1940 году Стаунинг стал председателем правительства национального единства, которое, несмотря на оккупацию страны нацистской Германией, и возглавлял до самой своей смерти — 3 мая 1942 года.
Похоронен на Западном кладбище Копенгагена.